# Стоян Тончев
 Тази статия е за политика.  За треньора вижте Стоян Тончев (треньор).  
Стоян Тончев Стоянов е български политик от БЗНС, заслужил деятел на съобщенията.

## Биография
Роден е на 23 август 1902 г. в разградското село Джеферлер. От 1922 година е член на БЗНС. Между 1923 и 1925 година учи във Варна в Търговската академия. През 1925 година емигрира в Турция, а от там и в СССР, където през 1932 година в Ташкент завършва висше икономическо образование. През 1945 г. се завръща в България и става председател на Окръжното ръководство на БЗНС и председател на Окръжния комитет на ОФ в Русе. В периода 1947 – 1949 година е член на Управителния съвет на БЗНС, а през 1949 – 1951 и 1971 – 1986 е член на ПП на БЗНС. От 1951 г. е секретар на ПП на БЗНС. От 1951 до 1959 е министър на комуналното стопанство и благоустройството. След това от 1959 до 1962 е председател на комитета по труда и цените. През 1966 – 1971 е министър без портфейл, както и министър на съобщенията. Между 1971 и 1986 е член на Държавния съвет. Бил е секретар на Националния съвет на ОФ, заместник-председател на ЦК на борците против фашизма и капитализма, както и заместник-председател на Върховния съюзен съвет. Носител е на три ордена „Георги Димитров“, орден „13 века България“, орден „Народна република България“ I степен и орден „9 септември 1944 г.“ I ст. и II ст. и званията „Герой на социалистическия труд“ (указ № 539 от 8 септември 1964), „Герой на Народна република България“ (1982) и „Заслужил деятел на съобщенията“.
Обявен е за почетен гражданин на Разград.